# 夢見る人
「夢見る人」（ゆめみるひと、Beautiful Dreamer）は、スティーブン・フォスターが作曲した歌曲。「夢路より」の訳題が用いられることもある。彼にとっては生涯最後の作品で、「おおスザンナ」や「金髪のジェニー」などの歌曲と共に有名な作品である。

## 概要
1862年に作曲された歌曲だが、晩年のフォスターはニューヨークのアパートに一人で住み、貧困を窮めた。妻のジェーンと別居し、アルコール依存症で酒に溺れる荒んだ生活だったという。1864年1月のある朝、アパートでめまいを起こし、酔ったはずみで転倒し、身体を拭くための水を入れたガラス容器に頭をぶつけて大怪我をした。病院に担ぎ込まれたが、3日後にそのまま37歳で死去した。
1864年にボンド社から出版された楽譜には、「最後の歌曲で、死の数日前に作曲された」と書かれており、「白鳥の歌」ともいうべき美しいセレナードで、フォスター晩年の傑作とされている。

## 歌詞

### 原詞
1.

Beautiful dreamer, wake unto me,

Starlight and dewdrops are waiting for thee;

Sounds of the rude world, heard in the day,

Lull'd by the moonlight have all pass'd away!

Beautiful dreamer, queen of my song,

List while I woo thee with soft melody;

Gone are the cares of life's busy throng,

Beautiful dreamer, awake unto me!

Beautiful dreamer, awake unto me!

2.

Beautiful dreamer, out on the sea

Mermaids are chanting the wild lorelie;

Over the streamlet vapors are borne,

Waiting to fade at the bright coming morn.

Beautiful dreamer, beam on my heart,

E'en as the morn on the streamlet and sea;

Then will all clouds of sorrow depart,

Beautiful dreamer, awake unto me!

Beautiful dreamer, awake unto me!

### 訳詞
1.

美しき夢見る人よ、私のために目覚めておくれ

星の光と露の雫があなたを待っている

粗暴な俗世の喧騒は

月の光に優しく照らされ、すべては過ぎ去った

我が歌の女王、美しき夢見る人よ

あなたへの愛の調べを聴いておくれ

わずらわしい浮世の苦悩も消え去るだろう

美しき夢見る人よ、私のために目覚めておくれ

美しき夢見る人よ、私のために目覚めておくれ

2.

美しき夢見る人よ、海原に出よう

人魚たちがローレライの歌を口ずさむ

小川の上にかすみが立ちこめ

朝の日差しに消え行くのを待つ

美しき夢見る人よ、私の心の希望の光

小川や海の朝の中で

悲しみの雲は消えゆくだろう

美しき夢見る人よ、私のために目覚めておくれ

美しき夢見る人よ、私のために目覚めておくれ

## BGM等での使用例
- 近鉄特急の21000系「アーバンライナーplus」・21020系「アーバンライナーnext」・22600系「New ACE（ニュー・エース）」で運行される列車の大阪上本町駅到着メロディとして使用されることが多い。
- シャープの電話機の保留音
- ホテルニュー岡部のCMで使用されたことがある。
- ピップエレキバンのCM（1986年　樹木希林が単独で出演）で使用されている。
- ファイナルファンタジーV - BGM「ピアノのおけいこ」（主人公がピアノを弾くごとに難しい曲が演奏できるようになる）の6段階目
- 押井守の実写映画『THE NEXT GENERATION -パトレイバー- エピソード5 大怪獣現わる 前編』挿入歌。